# Daron Malakian and Scars on Broadway
I Daron Malakian and Scars on Broadway (inizialmente noti come Scars on Broadway) sono un gruppo musicale alternative metal statunitense, formatosi a Los Angeles nel 2006 per iniziativa di Daron Malakian, chitarrista e cantante dei System of a Down.

## Storia del gruppo

### Antefatti (2005-2008)
L'8 dicembre 2005 Daron Malakian annunciò in un'intervista concessa alla rivista svedese Close-Up l'intenzione di iniziare una propria carriera da solista una volta conclusa la tournée dei System of a Down atta alla promozione degli album Mezmerize e Hypnotize, usciti entrambi nello stesso anno. Secondo quando dichiarato nella medesima intervista, l'artista avrebbe potuto «pubblicare dieci nuovi album da solista domani», aggiungendo:
Il 20 gennaio 2006, intervistato da Rolling Stone, Malakian ha annunciato il nome del progetto e che avrebbe composto nuovo materiale al termine degli impegni con i System of a Down, specificando di non aver ancora deciso se sarebbe stato un gruppo vero e proprio oppure un progetto solista che avrebbe coinvolto vari musicisti. Il 16 agosto 2007 il chitarrista rivelò la partecipazione del batterista dei System of a Down John Dolmayan alle sessioni di registrazioni dell'album, cominciate il 27 settembre dello stesso anno.
Già nel 2003 Malakian registrò un demo intitolato Ghetto Blaster Rehearsals che doveva essere in teoria un'anticipazione del nuovo materiale dei Scars on Broadway. Tuttavia, in una lettera del 6 novembre 2007, il chitarrista spiegò che tali brani erano il frutto di una sperimentazione isolata e che non erano in alcun modo collegati con il gruppo.

### Scars on Broadway(2008-2010)
Il 14 marzo 2008 gli Scars on Broadway lanciarono un concorso, sfidando i fan a diffondere il banner del countdown presente sul loro sito ufficiale presso i migliori siti web che riuscivano a trovare, e inviando degli screenshot. Il premio in palio era un piatto autografato dal duo.
Tale conto alla rovescia, con lo scadere fissato per le 15:00 del 28 marzo 2008, presentava in cima una frase in caratteri cubitali riportante «They say it's all about to end.» ("Dicono che tutto sta per finire"). Quando il countdown finì, il brano They Say venne reso disponibile sul sito.
Gli Scars on Broadway si esibirono per la prima volta dal vivo l'11 aprile 2008 presso il Whisky a Go Go di Los Angeles, California. Hanno inoltre confermato di suonare con i Metallica al KFMA Day 2008 a Tucson. Il 22 gennaio 2008 gli Scars on Broadway annunciarono la propria partecipazione al Coachella Valley Music and Arts Festival il 26 aprile 2008. Il 17 maggio di quell'anno il gruppo ha preso parte alla sedicesima edizione del KROQ Weenie Roast insieme a gruppi quali Atreyu, Bad Religion, Flobots, Flogging Molly, Metallica, The Offspring, Pennywise, The Raconteurs, Rise Against e Seether. Altre date del tour furono annunciate il 30 maggio presso il sito ufficiale.
Il 2 maggio gli Scars on Broadway annunciarono sul proprio sito web che il loro album omonimo sarebbe stato pubblicato il 29 luglio 2008. Il singolo di lancio, They Say, uscì il 28 marzo su iTunes ed è stato accompagnato da un'anteprima del video musicale il 20 giugno attraverso il loro profilo Myspace. They Say inoltre venne inserita tra i brani scaricabili dal videogioco Rock Band (uscito il 29 luglio per Xbox 360 e due giorni dopo per PlayStation 3) e di Guitar Hero 5.
Il secondo singolo estratto dall'album fu World Long Gone, pubblicato il 5 settembre su Myspace. Il video, diretto da Joel Schumacher, venne reso disponibile in anteprima su Yahoo! Music l'8 settembre.
Verso la fine del 2008 Daron Malakian rivelò tramite il sito ufficiale la cancellazione del tour promozionale all'album, il quale avrebbe incluso anche un'apparizione al programma televisivo Jimmy Kimmel Live!, motivando che «il suo cuore non è in tournée». Sebbene non ci furono conferme ufficiali, le interviste con il bassista Dominic Cifarelli e con Dolmayan sembravano confermare che la band era finita. Tuttavia nel maggio 2009 quando alla band è stato chiesto se avrebbero mai registrato o eseguito di nuovo, Dolmayan ha dichiarato: «È possibile, ma per ora lasciamo perdere». Il mese successivo, Perez annunciò tramite il suo profilo Myspace di essere in studio di registrazione insieme al chitarrista Dave Kushner dei Velvet Revolver. Da allora hanno pubblicato tre brani per il download gratuito attraverso il sito ufficiale di Franky Perez con lo pseudonimo di DKFXP, una combinazione delle iniziali di Franky e Kushner.
Nell'agosto 2009 gli Scars on Broadway (ad eccezione di Malakian) si recarono in Iraq per una visita OSU alle basi militari degli Stati Uniti d'America, esibendosi con una scaletta costituita da cover e da alcuni brani tratti dall'album; al riguardo, Perez scrisse sul proprio profilo Twitter che «i brani degli Scars on Broadway hanno un suono incredibile ma non sono la stessa cosa senza Daron».
Nel mese di ottobre, Perez comunicò su Twitter che lui, Malakian e Dolmayan erano al lavoro con il bassista Scott Shriner dei Weezer e con Kushner.
Il 31 ottobre 2009 gli Scars on Broadway si esibirono con il bassista dei System of a Down Shavo Odadjian in occasione della festa di Halloween al Roxy Theatre eseguendo tre brani: Suite-Pee (brano dei System of a Down presente nell'album omonimo), They Say e un brano inedito. Poco dopo, il loro fotografo Greg Waterman, attraverso il proprio account Myspace, rivelò che il gruppo si sarebbe esibito nuovamente. Il 13 aprile 2010 il gruppo annunciò una propria esibizione presso il The Troubadour di West Hollywood, avvenuta il 2 maggio e durante la quale fu suonato l'intero album (ad eccezione di Kill Each Other/Live Forever), l'inedito Talkin' Shit e la reinterpretazione di Forever My Queen dei Pentagram. Shavo Odadjian suonò la chitarra ritmica con loro nei brani Cute Machines e They Say.
Il 29 luglio 2010 uscì il singolo inedito Fucking, reso disponibile per il download digitale attraverso un sito appositamente creato. Per promuovere il singolo, il 20 agosto gli Scars on Broadway tennero un concerto all'Avalon e regalarono ai primi 500 fan il vinile del singolo.

### Cambio di formazione, tour (2012)

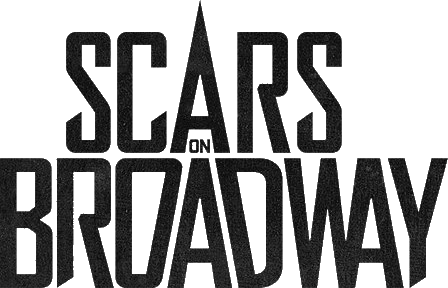
Il logo utilizzato durante i concerti del 2012

Nel febbraio 2012 il sito ufficiale venne rinnovato con una nuova grafica e con l'aggiunta di un'anteprima di un brano inedito intitolato Guns Are Loaded. Pochi mesi più tardi John Dolmayan comunicò in un'intervista che non era più coinvolto nel gruppo, aggiungendo tuttavia che Daron Malakian stava lavorando al secondo album degli Scars on Broadway, la cui uscita sarebbe dovuta avvenire nella primavera del 2013.
Nel mese di agosto il sito venne aggiornato una seconda volta: le novità riguardano il logo rinnovato e un messaggio riportante che gli Scars on Broadway avrebbero intrapreso un concerto con i Deftones e che avrebbero pubblicato un EP, intitolato Fuck n Kill, e un secondo album.
Il 22 settembre 2012 il gruppo si esibì all'Epicenter Festival tenutosi ad Irvine (California) dove portarono al debutto quattro brani inediti: Sickening Wars, Dictator, Guns Are Loaded e Fuck n Kill. In questo concerto inoltre fece il suo debutto come ruolo di batterista Jules Pampena mentre risultò assente il chitarrista Franky Perez, il quale spiegò qualche giorno più tardi su Facebook di aver abbandonato la formazione.

### Dictator(2018-2019)
Dopo sei anni di pausa, il 16 aprile 2018 Malakian ha annunciato a sorpresa il ritorno del gruppo, da lui ribattezzato Daron Malakian and Scars on Broadway. Riguardo a questa modifica e al fatto se i precedenti componenti della formazione fossero nuovamente coinvolti o meno nel gruppo, Malakian ha spiegato:
Contemporaneamente all'annuncio, il frontman ha rivelato la pubblicazione per il 23 dello stesso mese del singolo Lives, accompagnato dal relativo video diretto da Hayk Kharikyan e Mikael Sharafyan. In tale data è stato annunciato il secondo album Dictator, previsto per il 20 luglio. Intorno allo stesso periodo Malakian ha confermato la presenza nell'album dell'adattamento strumentale del brano Gie mou di Stamatis Kokotas, già eseguita dal vivo nel 2010. Il 1º giugno è stato reso disponibile per l'ascolto l'omonimo brano Dictator e rivelata la copertina dell'album, disegnata dal padre Vartan Malakian. Un'ulteriore anticipazione all'album è stato Guns Are Loaded, diffuso in streaming il 12 luglio.
Il 23 luglio Malakian ha tenuto un concerto acustico con una nuova formazione dal vivo comprendente il chitarrista e tastierista Orbel Babayan, il bassista Niko Chantziantoniou e il batterista Roman Lomtadze, durante il quale sono stati alternati brani del gruppo e dei System of a Down, oltre al debutto del brano inedito You Destroy You. Il 4 agosto il gruppo ha tenuto la prima vera esibizione al Fonda Theatre di Los Angeles, proponendo l'intero repertorio ad esclusione della cover di Assimilate degli Skinny Puppy, traccia conclusiva di Dictator.

### Addicted to the Violence(2024-presente)
Nell'ottobre 2024 il gruppo è tornato sulle scene musicali dopo una pausa di cinque anni esibendosi al BMO Stadium di Los Angeles in qualità di artisti d'apertura ai Korn. Pochi giorni più tardi, Malakian ha rivelato di aver completato il terzo album ma senza stabilire un'esatta data di uscita, aggiungendo che l'intenzione originaria era di pubblicarlo a ridosso del sopracitato concerto. Al termine dell'anno è stata commercializzata su vinile un'edizione deluxe dell'omonimo album di debutto del 2008, contenente bonus track inedite successivamente raccolte nell'EP digitale War for Religion.
Il 5 giugno 2025 il gruppo ha annunciato il terzo album Addicted to the Violence e presentato il primo singolo Killing Spree. Uscito il 18 luglio seguente, il disco si compone di dieci brani che Malakian ha composto originariamente come idee da presentare ai System of a Down per un loro ipotetico sesto album.

## Stili ed influenze
Come nei primi tempi, Daron Malakian ha sempre etichettato il suo progetto come rock, in cui sarà presente «molto rock sperimentale, anche se ci saranno un po' di influenze heavy metal nello stile dei System of a Down». Riguardo alla direzione musicale dell'album omonimo, Malakian ha dichiarato: 
In una successiva intervista, Malakian dichiarò che la musica sarebbe stata influenzata da importanti figure classic rock come David Bowie, Brian Eno, Neil Young e i Roxy Music. Inoltre aggiunse che ha cambiato modo di scrivere canzoni, dal metal sfinito dei System of a Down verso un lavoro più orecchiabile, ispirato dai sopracitati Young e Bowie. «non penso che siamo una band da mosh selvaggio», dice Malakian. «È dove mi sento più comodo come compositore in questo momento», ha detto, suggerendo allo stile rock e metal della band.

## Formazione
Attuale
- Daron Malakian – voce, chitarra, basso, tastiera, organo, mellotron, batteria (2006-2010, 2012, 2018-2019, 2024-presente)

Turnisti
- Orbel Babayan – chitarra, tastiera, cori (2018-2019, 2024-presente)
- Roman Lomtadze – batteria (2018-2019, 2024-presente)
- Niko Chantziantoniou – basso (2018-2019, 2024-presente)

Ex componenti
- John Dolmayan – batteria (2007-2010)

Ex turnisti
- Franky Perez – chitarra, cori (2008-2010)
- Dominic Cifarelli – basso, cori (2007-2010, 2012)
- Danny Shamoun – tastiera, organo, mellotron, percussioni (2007-2010, 2012)
- Jules Pampena – batteria (2012)

## Discografia

### Album in studio
- 2008 – Scars on Broadway
- 2018 – Dictator
- 2025 – Addicted to the Violence

### EP
- 2024 – War for Religion

### Singoli
- 2008 – They Say
- 2008 – World Long Gone
- 2010 – Fucking
- 2018 – Lives
- 2025 – Killing Spree

## Videografia
- 2008 – They Say
- 2008 – World Long Gone
- 2010 – Fucking
- 2018 – Lives
- 2025 – Killing Spree